# Chorobrów (gmina)
Chorobrów – dawna gmina wiejska istniejąca w latach 1934–1951 w woj. lwowskim/lubelskim. Siedzibą gminy był Chorobrów, a następnie Zabuże, położone na terenie gminy Krystynopol (obecnie są to wsie na Ukrainie; Хоробрів; Забужжя).
Gmina zbiorowa Chorobrów została utworzona 1 sierpnia 1934 roku w powiecie sokalskim w woj. lwowskim z dotychczasowych jednostkowych gmin (wsi): Bojanice, Chorobrów, Hatowice, Konotopy, Mianowice, Moszków, Nuśmice, Opulsko, Sawczyn, Starogród, Szmitków, Tudorkowice, Uhrynów i Wojsławice.
Po wybuchu wojny gmina włączona przez władze hitlerowskie do Landkreis Hrubieszów w dystrykcie lubelskim; w związku z poprowadzeniem granicy między Niemcami (GG) a ZSRR na Bugu, gminie Chorobrów przypadły 4 lewobrzeżne gromady z sąsiedniej gminy Skomorochy: Cieląż, Horodłowice, Pieczygóry i Ulwówek (po włączeniu Galicji do GG w 1941, była to granica między dystryktem lubelskim a dystryktem Galicja). Ponadto od gminy Chorobrów odłączono gromady Nuśmice i Uhrynów, włączając je do gminy Dołhobyczów w Landkreis Hrubieszów. W 1943 roku gmina składała się z 16 gromad: Bojanice, Chorobrów, Cieląż, Hatowice, Horodłowice, Konotopy, Mianowice, Moszków, Opulsko, Pieczygóry, Sawczyn, Starogród, Szmitków, Tudorkowice, Ulwówek i Wojsławice.
W 1944 roku administracja polska utrzymała przynależność gminy do reaktywowanego powiatu hrubieszowskiego (woj. lubelskie), w granicach wojennych (czyli z gromadami Cieląż, Horodłowice, Pieczygóry i Ulwówek z przedwojennej gminy Skomorochy, lecz bez gromad Nuśmice i Uhrynów, które pozostały w gminie Dołhobyczów)
Gmina została zniesiona w dniu 28 maja 1951 roku w związku z odstąpieniem niemal całego jej przedwojennego obszaru Związkowi Radzieckiemu (tzn. bez niewielkiego skrawka między Honiatynem a Zaręką, obejmującego las Rogalszczyzna i osadę Dołhobyczów-Kolonia, które przed wojną stanowiły część Uhrynowa, a podczas wojny i po wojnie należały do gminy Dołhobyczów w Polsce i tamże pozostały po zmianach terytorialnych w 1951) w ramach umowy o zamianie granic z 1951 roku. Do ZSRR włączono także Nuśmice i Uhrynów, należące przed wojną do gminy Chorobrów a podczas wojny i po wojnie do gminy Dołhobyczów, oraz dwa niewielkie fragmenty przedwojennej gminy Dołhobyczów z Piasecznem i Pawłowicami.

## Punkty ekstremalne
Na terenie gminy Chorobrów znajdował się za II RP najdalej na północ wysunięty punkt wschodniej części woj. lwowskiego – wieś Szychtory. Natomiast w latach 1944–1951 znajdował się tu najdalej na wschód wysunięty punkt Polski, położony u kolana Bugu na północny wschód od Ulwówka (najdalej na wschód wysuniętej miejscowości Polski) – 50°33' N 24°19' E.